# SV Victoria Köln
Der SV Victoria Köln war ein Sportverein aus Köln. Seine Fußballmannschaft spielte drei Jahre lang in der erstklassigen Gauliga Köln-Aachen. 1948 ging der SV Victoria im heutigen SC Fortuna Köln auf. Der SV Victoria ist nicht zu verwechseln mit dem FC Viktoria Köln oder dessen Vorläufervereinen SC Viktoria Köln und SCB Viktoria Köln.

## Geschichte
Die Wurzeln des SV Victoria finden sich bei einem Jünglingsverein der Kölner Sankt-Paul-Gemeinde. Nach einem Streit kam es am 15. Mai 1911 zur Gründung des SV Victoria. 1920 spaltete sich der Bayenthaler SV ab. Gleichzeitig stieg der SV Victoria in die höchste Spielklasse auf, musste aber nach einer Ligareform gleich wieder absteigen. Erst ab 1922 etablierte sich der Verein in der Erstklassigkeit, kam dort aber nicht über Mittelmaß bzw. Abstiegskampf hinaus.
Im Jahr 1927 folgte der zweite Abstieg aus der höchsten Spielklasse, ehe die Mannschaft ab 1933 in der zweitklassigen Bezirksklasse weiterspielte. 1941 gelang der Aufstieg in die Gauliga und die Qualifikation für den Tschammerpokal, bei dem die Mannschaft in der ersten Runde an Fortuna Düsseldorf scheiterte. Nach einem fünften Platz in der Aufstiegssaison 1941/42 wurde die Victoria ein Jahr später Meister und qualifizierte sich für die deutsche Fußballmeisterschaft. Mit einem 2:0 beim TuS Neuendorf gelang der Einzug ins Achtelfinale, in dem die Kölner gegen den späteren Vizemeister FV Saarbrücken mit 0:5 verloren.
Nach dem Zweiten Weltkrieg verpasste der SV Victoria die 1947 eingeführte Rheinbezirksliga. Am 21. Februar 1948 fusionierte sie mit dem Bayenthaler SV und dem 1927 gegründeten Sparkassen-Verein Köln zum SC Fortuna Köln.

## Persönlichkeiten
- Adolf Knoll